# Tony Bennett
Anthony Dominick "Tony" Benedetto (3 tháng 8 năm 1926 – 21 tháng 7 năm 2023) hay tên gọi quen thuộc là Tony Bennett, là một ca sĩ người Mỹ xuất sắc ở các thể loại nhạc Pop truyền thống, cũng như là bậc thầy nhạc Jazz. Bennett cũng vốn là một họa sĩ tài năng, người đã sáng tạo ra công trình mang tên Anthony Benedetto, một phần mềm chương trình công cộng tại một số tổ chức. Ông còn là người đã sáng lập Học viện Nghệ thuật Frank Sinatra tại Astoria, Queens, New York.
Vào tháng 2 năm 2021, Bennett cho biết ông được chẩn đoán mắc bệnh Alzheimer vào năm 2016. Ông qua đời vì căn bệnh này vào ngày 21 tháng 7 năm 2023 tại Thành phố New York, thọ 96 tuổi.